# Chelonus nigricornis
Chelonus nigricornis är en stekelart som först beskrevs av Szepligeti 1914.  Chelonus nigricornis ingår i släktet Chelonus och familjen bracksteklar. Inga underarter finns listade i Catalogue of Life.